# مرصد الأشعة تحت الحمراء الفضائي
مرصد الأشعة تحت الحمراء الفضائي (بالإنجليزية: Infrared Space Observatory)‏ اختصارا إسو (ISO) كان تلسكوپ فضائي لضوء الأشعة تحت الحمراء صممته وشغلته وكالة الفضاء الأوروبية (ESA)، بالتعاون من (ISAS) (جزء من منظمة استكشاف الفضاء اليابانية JAXA في 2003) وناسا. تم تصميم الإسو لدراسة ضوء الأشعة تحت الحمراء في أطوال موجية من 2.5 إلى 240 ميكرومتر.